# 枚方市立楠葉中学校
枚方市立楠葉中学校（ひらかたしりつ くずは ちゅうがっこう）は、大阪府枚方市楠葉丘二丁目にある公立中学校。
枚方市立第三中学校から分離し、1974年に創立した。学校は校区の東端に位置し、学校の東側に大阪府と京都府の府境界が通る。1年生と2年生は数学と英語で少人数授業を実施している。

## 沿革
- 1974年4月1日 - 枚方市立楠葉中学校として開校。当初は枚方市立第三中学校内に仮校舎を設置[1]。
- 1974年7月3日 - 現在地に校舎完成し、移転。
- 1977年4月1日 - 養護学級を設置。
- 1978年4月1日 - 枚方市立楠葉西中学校開校に伴い校区変更。

従来の校区の一部を楠葉西中学校校区へ分離するとともに、第三中学校校区の一部を楠葉中学校校区へ編入。
- 1978年8月 - 校舎（8教室）を増築[2]
- 1985年4月1日 - 枚方市立招提北中学校を分離。
- 1999年10月 - 心の教室（カウンセリングルーム）を設置。
- 2002年4月 - 数学・理科の少人数指導実施校に指定されたが、現在はなくなっている。
- 2015年4月 - 当年度の進学生より、枚方市立樟葉南小学校の通学区域が進学対象範囲から除外された。

## 通学区域
- 枚方市立樟葉小学校および枚方市立樟葉北小学校の通学区域全域。

2014年度までは枚方市立樟葉南小学校の通学区域の一部（楠葉朝日1丁目-3丁目、楠葉美咲1丁目-3丁目、楠葉面取町（地番表示地域））も通学区域に含まれていたが、2015年度以降は樟葉南小学校の児童は原則として枚方市立楠葉西中学校に進学する形に変更となり、当校への進学を希望する場合は個別に指定校変更の手続きが必要となった（適用は2026年度進学者まで）。

## 交通
- 京阪バス みさきバス停より徒歩15分。
- 京阪本線 樟葉駅 北東へ約2km。

## 部活動
現在15の部活動が活動しており、バスケットボール部とテニス部は男女それぞれ別のクラブとして独立して存在している。
- 運動部
  - 陸上競技部
  - バスケットボール部
  - テニス部
  - バレーボール部
  - サッカー部
  - ラグビー部
  - バドミントン部
  - 卓球部
  - 女子ソフトボール部

- 文化部
  - 吹奏楽部
  - 美術部
  - クラフト部
  - パソコン部

## 委員会
- 生徒会
- 体育専門委員会
- 放送専門委員会
- 図書専門委員会
- 文化専門委員会
- 整備専門委員会
- 生活専門委員会